# Navalquejigo
Navalquejigo es una localidad perteneciente al municipio de El Escorial, provincia de Madrid, España. Dispone de una estación de Cercanías Madrid llamada Las Zorreras, perteneciente a la línea C-8a.

## Situación
- 40°37′ Latitud Norte.
- 4°3′ Longitud Oeste.

## Toponimia
El nombre del pueblo "Navalquejigo" (Nava del quejigo) proviene de "nava" (espacio en forma de valle) y "quejigo" (Quercus faginea) (especie de roble muy parecido a la encima). 
La toponimia que se refleja en el censo del siglo XVIII es muy variada, conservándose hasta la actualidad solo algún antiguo nombre: 
Al norte del pueblo estaban Monte de la Villa, Atalaya de San Bartolomé, Pajar del Monte. 
Al este se situaban Prado El Colladillo con su charca, Herrén la Cuesta, Las Eras, Suertes Viejas, Prado El Concejo. 
Al sur los lugares de Prado de El Tercio, Dehesa Boyal, Los Quiñones, Suertes Nuevas, Sitio del Valenciano, Herrén La Blasca. 
Al oeste el Herrén de La Moraleda, que tenía una fuente, parte del Monte de la Villa.
Otros lugares eran Prado Puerta del Roble, Herrén Los Álamos, Herrén El Canto, Herrén El Haza, Herrén La Partida, Herrén El Cazejo, Herrén la Chaparra, Los Linares, Dehesa de la Yerba y Dehesa del Pan.

## Historia
Los primeros asentamientos en la zona datan del siglo III a. C. en la parte de Las Zorreras, se trata de un poblado carpetano, con restos de cerámica y murallas en lo alto del cerro.
De la época romana se ha encontrado en la estación de San Yago dos aras dedicadas a dioses y con nombres de cántabros, ya que el trazado de la Cañada Real Segoviana, sigue uno romano, (esas aras se encuentran en el Museo Arqueológico Nacional de Madrid).
De la época islámica apareció, en el Montecillo de San Ignacio, una atalaya que conecta con las de Torrelodones y Hoyo de Manzanares.
En el siglo XI aparecen siguiendo la Cañada Real Segoviana, varios grupos de segovianos que fundan Navalquejigo. Apareciendo en la historia en el siglo XIII cuando se construyó la iglesia, que pertenece al grupo de iglesias de repoblación fortificadas de la sierra de Guadarrama y es anterior al estilo arquitectónico que la iglesia de Alpedrete, tenía 3 naves y columnas de capitel de la escuela de Covarrubias y arcos ojivales y 5 capillas en su época de esplendor. Ya que se diferencian 3 fases, la del siglo XIII que es la puerta interior y casi toda la parte inferior de los muros, la del siglo XV a la que pertenece el balcón fortificado y la mejora en el XVI y arreglos del XIX. 
Inicialmente pertenecía al Real de Manzanares y posteriormente a los Duques del Infantado. En 1503 hay disputas de posesión de Navalquejigo por El Escorial y Galapagar, ganando este último. En 1564 Felipe II convierte la iglesia en parroquia con el nombre de Exaltación de la Santa Cruz, segregándola de Galapagar, junto a Torrelodones y Colmenarejo, que también eran de Galapagar. A finales del siglo XVI contaba con una población de 250 habitantes, el doble que El Escorial. También posee regidor. En este periodo es cuando varios terrenos pasan al patrimonio de la iglesia, como el Prado del Señor, que aún se conserva, mientras que casi todo lo demás, era tierras comunales de pastos y agricultura. Atrajo la población que escapó de la compra de las villas de La Fresneda y Monesterio, tras comprarlas Felipe II.
Casi todo su término se delimitó por una Cerca Real, existiendo una puerta de Navalquejigo en ella, y les impidieron tener perros.
En el siglo XVII cayó mucho la población, por la cercanía del Monasterio de San Lorenzo de El Escorial y de la capitalidad de Madrid. de estas fechas se documenta el Corral de Concejo, que luego se utilizó como plaza de toros, incluye una vaquería, unas cuadras y un potro de herrar.
En 1748 se convirtió en Ayuntamiento, con cárcel, picota, horca, un mesón y herrería. Tenía una población de 73 habitantes, con propietarios bastante ricos, por sus terrenos y criados, incluso alguno tenía casas para alquilar. Del plano se puede ver que las casas eran casi todas las mismas de ahora y su arquitectura se centra en las casas tipo Herrén, una casa dentro de una parcela, con huertos, cuadras, pozos, hornos, pajares y almacenes en esa parcela. Había más pajares que viviendas, ya que vendían productos no solo al Monasterio, sino a Madrid, como piedra, leña, carbón o trigo. 
El alcalde se cambiaba cada 2 años y había una cofradía en la iglesia, junto con su cementerio parroquial.
En 1845-50 pasó a depender de nuevo a Galapagar, esta vez como pedanía, con su alcalde pedáneo y sus leyes. Unos años más tarde aparece un rico madrileño que desde una tierra desamortizada cerca del puente del Tercio, empieza a comprar las tierras poco a poco, también, por falta de trabajo para sus habitantes, las casas del pueblo, que a su vez iba repoblando con personas que trabajaban para él.
Este señor construyó una estación de ferrocarril en torno a 1875 en arquitectura neomudéjar, para atraer a las sociedades cazadoras madrileñas a cazar en sus cotos, ya que era la mejor zona de caza.
Vivía en el caserón de la Granja Navalquejigo, que también es de estas fechas, cercano a la Cañada Real.
También un poco antes se construye el palacete neomudéjar de Villa Real, que está en el Montecillo de San Ignacio, se habita hasta la década de 1950. Otro edificio cercano que se construye en esta década o a principios del siglo XX, es Los Cierros de la Asunción.
En 1891, tras una restauración, el Obispado de Madrid une la parroquia de Navalquejigo a la de Galapagar.
En 1895 pasa a pertenecer a El Escorial, por intereses particulares, pero aun tiene el alcalde pedáneo y una Junta de Gobierno, que se encargaba de mantener el pueblo, que estaba gobernado por el antepasado de la familia Arroyo, y sus trabajadores. Ahora la iglesia la conduce el sacristán de la iglesia de Villalba Estación, por un periodo breve de tiempo.
En 1927 se pide la construcción de un colegio, que se deniega por parte de El Escorial, llegando a suprimir la Junta y el alcalde pedáneo en 1931, tras ver que son los trabajadores de Pedro Arroyo o uno de su descendiente. Aún en estos años existían tierras comunales y en los años 1950, tierras de cereales. La población que durante el siglo XX vive aquí, es de procedencia muy diversa y se encarga de labores ganaderas y agrícolas o de guardeses, hay un aumento de población en la posguerra y en los años 50, debido a la parcelación de la zona norte del término, al construirse las urbanizaciones de Los Cierros y Montencinar, con un proyecto de urbanización conjunto de la empresa RAGAR SA y el Ayuntamiento de El Escorial, que nunca se cumplió. 
Más tarde la zona central, con Santa Teresa, donde aparece la casa de los hermanos Arroyo, propietarios del pueblo y promotores de la nueva construcción en 1959. Los Arroyos y Las Suertes, son las últimas ampliaciones. Se seguía utilizando la iglesia con culto, denominándola ermita de San Roque y con culto privado, casarse, hacer la comunión y bautizarse. La iglesia se acabó por cerrar el año 1984, cuando se abrió la de Los Arroyos, pero el pueblo seguía habitado hasta finales de la década de 1980, que solo quedaba una persona, ya que casi todos se fueron a vivir a Los Arroyos, porque el Ayuntamiento no dejaba reformas en los edificios por ser de uso rural y de titularidad privada, lo que ayudó a su conservación.
En 1970 se pide la demolición del cementerio nuevo de Navalquejigo, que databa de la primera mitad del siglo XIX, siendo de los primeros alejado de la población, en la zona. Contaba de una capilla y una tapia de piedra con una gran puerta. Se situaba en una parcela de Los Arroyos, por la que se va de Banca a las calles de arriba, a la izquierda del camino de arena con el transformador. Las tumbas en el momento de su derribo, solo tenía una cruz de madera y un montículo.
Según los antiguos dueños, el Ayuntamiento de El Escorial no les dejaba tocar ni una piedra desde 1975.
En 1993 un antiguo concejal de El Escorial organizaba las fiestas patronales de Navalquejigo, para darlo a conocer, utilizando el Ayuntamiento edificios, pero a la vez empezó el saqueo de los edificios.
En 1997 se instala un pequeño grupo de okupas que inicia una serie de labores de reconstrucción de algunas de las casas del pueblo.
En 2006 vivían unas 15 personas el pueblo, en casas rehabilitadas por ellos mismos, en algunos casos a lo largo de cinco años. En este año es declarado Bien de Interés Cultural.
A finales de febrero de 2007 los okupas son temporalmente desalojados de Navalquejigo.
Un año y dos meses después de la marcha forzada de los vecinos del pueblo, la Sala acuerda “dejar sin efecto el desalojo de los ocupantes de la finca denominada poblado de Navalquejigo”. Así, los okupas han podido volver al pueblo.
Recientemente ha aparecido el antiguo suelo de la iglesia, en perfecto estado, debajo de la capa de tierra que lo cubría. Es un suelo hecho de baldosas de terracota y con una disposición angular respecto al eje de la iglesia. La iglesia carece de techos, pero no se ha venido abajo del todo por el empeño de los locales.
Ha sido ampliamente estudiado por el historiador Daniel Martín Soler del cual está haciendo un libro. Según el periódico El Faro del Guadarrama, lleva estudiándolo desde 1996.
En mayo de 2023, Daniel Martín Soler junto con el también historiador, doctor, y cronista de la Villa de El Escorial, Gregorio Sánchez Meco, han publicado el libro "Navalquejigo. Su Historia" editado por el Ayuntamiento de El Escorial.

## Hechos Relevantes
- Estancia del futuro rey Enrique IV el 3 de mayo de 1442 para firmar un tratado con los Mendoza.[5]
- Nombramiento del primer alcalde en 1748 llamado Juan Martín.[6]
- Invasión del pueblo por el ejército de Napoleón el 21 de diciembre de 1808 por las tropas del general Marchand.[7]
- Exilio del alcalde de Madrid José Abascal en 1883 por un escándalo político, era tío de Enrique Arroyo Rodriquez, senador y teniente alcalde de Madrid, dueño de Navalquejigo.[8]
- Restauración de la iglesia en 1891, como reza la fecha de la parte posterior, por el arquitecto Marqués de Cubas, arquitecto de la Catedral de la Almudena y político.[9]

## Monumentos
- Iglesia Exaltación de la santa Cruz (XIII-XV-XVI), restauración en el XIX. Románico, isabelino, herreriano.[10] No tiene techumbres, y está rodeada de una cerca de alambre para proteger lo poco que queda en pie.
- Picota (XVIII) estilo herreriano.
- Fuente-Lavadero, única de las 3 que había. (primera mención XVIII, origen anterior, reformada en 1923.[11]
- Plaza Mayor configurada en el XVIII.
- Ayuntamiento, escudo en piedra en el Ayuntamiento de El Escorial. Anterior carnicería y mesón medieval,[12] desde el XVIII es Ayuntamiento, cárcel y taberna, anexo estaba la Fragua.
- Vaquería y establo, elementos etnológicos protegidos del XIX.
- Corral de Concejo (primera mención XVII,[13] posteriormente usado a finales del XIX y principios del XX como Plaza de Toros.
- Potro de herrar, elemento etnológico tradicional.
- Casas Herrenes de origen medieval, casas con terreno que incluía pozo, horno, establos, pajar y huerto. Edificios XVII-XIX.
- Pajares y edificios en fincas de uso agrario tradicional (XVI-XIX).
- Estación de Las Zorreras-Navalquejigo de 1875, en estilo neomudéjar.[14]
- Hotelitos y Villas de finales del XIX: VillaReal,[15] conocido como El Castillo; Los Cierros de la Asunción y La casa de Don Pedro Arroyo, actual Granja Navalquejigo.
- Puente del XVII, posterior presa[16] de XIX en el arroyo Ladrón.

## Personas destacadas
- Enrique Arroyo y Rodriquez, Abogado, senador, diputado a Cortes, teniente alcalde de Madrid. Muerto en Navalquejigo el 24 de abril de 1916.[17]
- María Teresa Arroyo Beruete, en los años 20 del siglo XX organizaba fiestas de la alta burguesía, era querida por los Infantes.[18]
- Buenaventura Muñoz García Lomas, médico, esposo de la anterior, veraneaba aquí a principios del XX.